# Румелийски еялет
Румелийският еялет (на османски турски: ایالت روم ایلی) или Румелийско бейлербейство е еялет (до 1590 година се използва терминът бейлербейство) в Османската империя. Център на еялета е първо Одрин (1362/1365-1530), после София (1530–1836), а след това Битоля (1836–1867). Съществува от 1365 до 1867 година, когато Османската империя унифицира административното си разделение с употребата на вилаетите. Румелийският еялет обхваща около 124 430 km2 в XIX век.

## История
Мурад I създава голямото административно разделение на султаната на две бейлербейства в Румелия и Анадола около 1365 година. Първият бейлербей на Румелия е Лала Шахин. Първоначално Румелийският еялет обхваща всички територии на империята в Европа до създаването и на други еялети – Джезаир в 1533, Будински еялет в 1541 и Босненски еялет в 1580 година. В средата на XV век център на Румелийското бейлербейство става София. През XVII в. в Румелия има всичко 1075 зиаметлии и 8194 тимариоти.
В XVIII век Битоля се налага като алтернативно седалище на еялета и в 1836 година става негова столица. В същото време реформите от Танзимата с цел модернизиране на Османската империя, разделят новите еялети на Скопски санджак, Янински и Солунски еялет, а територията на Румелийския еялет е значително намалена до няколко провинции около Битоля. Еялетите съществуват до 1867 година, когато при преминаването към унифициращата административна система на вилаетите, Румелийски еялет става част от новосъздадения Солунски вилает.

## Административно деление
Според списък от 1475 година в ранната Османската империя има 17 подчинени на румелийския валия санджакбейове.. По-късен австрийски документ съобщава, че през 1812 румелийските санджаци вече са 26:
- Авлона
- Видин
- Визе
- Вучитрън
- Галиполи
- Делвино
- Дукагин
- Егрибоз
- Елбасан
- Крушевац
- Кърк-клисе
- Кюстендил
- Морея
- Навпакт
- Никопол
- Охридски
- Превеза
- Призрен
- Силистра
- Скопие
- Смедерево
- Солун
- София
- Трикала
- Шкодренски
- Янина

До 1829 г. в този еялет се администрират и градовете на левия бряг на Дунав Браила, Гюргево и Турнул, обединени в т.нар. Куле кааза. Според официалното салнаме от 1847 година Румелийският еялет включва и Костурски санджак.

## Валии
Румелийски еялет
| Име                              | Години                                 |
| -------------------------------- | -------------------------------------- |
| Лала Шахин                       | около 1365 – ?                         |
| ?                                |                                        |
| Тимурташ бей                     | 1385                                   |
| ?                                |                                        |
| Мустафа бей                      | 1421                                   |
| ?                                |                                        |
| Касим паша                       | 1443                                   |
| ?                                |                                        |
| Саръ Ахмед паша                  | 1714                                   |
| ?                                |                                        |
| Хаджи Мустафа паша               | 1797                                   |
| ?                                |                                        |
| Кьосе Ахмед Зекерия паша         | 1836 – март 1840                       |
| ?                                |                                        |
| Мехмед Дилавер паша              | май – юли 1840                         |
| Юсуф Мухлис паша Серезли         | юли 1840 – февруари 1842               |
| Якуб паша Кара Османзаде         | февруари 1842 – февруари 1843          |
| Мустафа Нури паша Съркатиби      | февруари 1843 – юли 1843               |
| Мехмед Саид паша Мирза           | август 1843 – септември 1844           |
| Мехмед Зияедин паша Мезарджъзаде | септември 1844 – октомври 1845         |
| ?                                |                                        |
| Йомер паша Къзълхисарлъ          | декември 1845 – януари 1847            |
| Мехмед Зияедин паша Мезарджъзаде | януари 1847 – септември 1848           |
| Мехмед Емин паша Мюхендис        | декември 1847 (вероятно 48) – юни 1849 |
| Асаф паша                        | септември 1848 – август 1854           |
| Мехмед Решид паша Бошнакзаде     | август 1854 – септември 1855           |
| Йомер паша Къзълхисарлъ          | септември 1855 – септември 1856        |
| Мехмед Хуршид паша Арнавуд       | септември 1856 – май 1857              |
| Ахмед Назър паша                 | май 1857 – октомври 1857               |
| ?                                |                                        |
| Исмаил паша Черкез               | януари 1860 – май 1861                 |
| Абдулкерим Надир паша            | юни 1861 – февруари 1864               |
| Али паша Кютахялъ                | февруари 1864 – август 1864            |
| Хюсеин Хюсню паша                | август 1864 – януари 1865              |
| ?                                |                                        |
| Мехмед Тефик паша Ташджъзаде     | септември 1866 – юни 1867              |